# Aurelio Andreazzoli
Aurelio Andreazzoli (nacido el 5 de noviembre de 1953 en Massa, Italia) es un entrenador de fútbol italiano. Actualmente sin club.

## Biografía
Andreazzoli comenzó a entrenar en 1985, en el banquillo del Orrione. En los años sucesivos, pasó por diferentes equipos italianos, modestos o filiales, como el Tempio Pausiana o el Aglianese Calcio 1923.
US Grosseto
Entre 2001 y 2002, dirigió al US Grosseto de la Serie D.
US Alessandria
En la segunda parte de la temporada 2002-03, se hizo cargo del US Alessandria 1912 de la Serie C2, siendo destituido tras un solo mes.
Asistente en el Udinese
A partir de mediados de 2003, pasó a ser segundo entrenador, ayudando a Luciano Spalletti en el Udinese Calcio.
Asistente en la Roma
Cuando Luciano Spalletti fichó por la AS Roma en 2005, Andreazzoli lo acompañó para seguir siendo su ayudante, convirtiéndose en una parte importante del equipo en los últimos años. Cabe destacar que ganaron la Copa Italia en 2007 y 2008. Fue relevado de su cargo después de Spalletti dejara la Roma en 2009, pero fue contratado de nuevo después de sólo dos años, esta vez para ayudar a Vincenzo Montella, entrenador interino del equipo. Continuó trabajando como segundo de Luis Enrique y Zdeněk Zeman.
El 2 de febrero de 2013, tras la destitución de Zdeněk Zeman, los dirigentes del AS Roma designaron a Andreazzoli como técnico interino hasta final de temporada. Logró su primera victoria al frente del conjunto romano por 1-0 ante la Juventus de Turín. El 17 de abril, ganó al Inter de Milán por 2-3, clasificando a la Roma para la final de la Copa de Italia. El equipo giallorosso concluyó en 6.º puesto en la Serie A, sin poder clasificarse para ninguna competición europea, y fue derrotado en la final de la Coppa por 1-0 ante la Lazio. En total, dirigió al equipo romanista en 17 partidos, de los que ganó 9, empató 4 y perdió otros 4. Al término de la temporada, Andreazzoli fue relevado por Rudi García, pero continuó en el club desempeñando las funciones de colaborador técnico dos años más.
El 15 de enero de 2016, con el regreso de Luciano Spalletti al banquillo de la Roma, se confirmó que volvería a formar parte del cuerpo técnico del preparador italiano.
Empoli FC
El 17 de diciembre de 2017, fue contratado como nuevo entrenador del Empoli FC. El 28 de abril de 2018, su equipo obtuvo el ascenso a la Serie A, terminando la competición como campeón de la misma e invicto tras el cambio de técnico (16 victorias y 7 empates en 23 partidos). Sin embargo, no pudo conseguir buenos resultados en la élite, siendo despedido el 5 de noviembre de 2018, con el conjunto italiano como 18.º clasificado tras haber sumado 6 puntos en 11 jornadas de la Serie A.
El 13 de marzo de 2019, el Empoli FC anunció su regreso al banquillo. Aunque llegó a la última jornada fuera de los puestos de descenso, finalmente terminó bajando a la Serie B al perder el último partido.
Genoa CFC
El 14 de junio de 2019, sustituyó a Cesare Prandelli como entrenador del Genoa CFC. Comenzó la temporada logrando una victoria y un empate en las 2 primeras jornadas de la Serie A, pero posteriormente sólo sumó un punto en los 6 siguientes partidos. El 22 de octubre de 2019, dos días después de perder contra el Parma por un contundente 5-1, el club anunció la llegada de Thiago Motta como nuevo técnico.
Empoli FC
El 21 de junio de 2021, inició su segunda etapa en el banquillo del Empoli FC. A pesar de que logró la permanencia sin dificultades, finalizando como 14.º clasificado en la Serie A, el club optó por despedir a Andreazzoli y cambiar de entrenador.
Ternana Calcio
El 2 de diciembre de 2022, Andreazzoli fue contratado como nuevo entrenador del Ternana Calcio, firmando un contrato hasta el 30 de junio de 2024. El 25 de febrero de 2023, tras una derrota en casa en el tiempo añadido ante el Cittadella, Andreazzoli presentó su renuncia con efecto inmediato.
El 21 de junio de 2023, fue contratado nuevamente en sustitución de Cristiano Lucarelli. Sin embargo, dejó el cargo tras menos de un mes.
Empoli FC
El 19 de septiembre de 2023, volvió al banquillo del Empoli FC.No obstante, fue destituido el 15 de enero de 2024 luego de una serie de malos resultados.

## Clubes
| Club                            | País   | Año       |
| ------------------------------- | ------ | --------- |
| Orrione                         | Italia | 1985-1986 |
| Ortonovo                        | Italia | 1986-1990 |
| Pietrasanta                     | Italia | 1990-1991 |
| US Castelnuovo Garfagnana       | Italia | 1991-1992 |
| AS Lucchese Libertas 1919       | Italia | 1992-1994 |
| US Massese 1919                 | Italia | 1994-1996 |
| ACF Fiorentina (Filial)         | Italia | 1996-1998 |
| Tempio Pausiana                 | Italia | 1998-1999 |
| Aglianese Calcio 1923           | Italia | 1999-2001 |
| US Grosseto                     | Italia | 2001-2002 |
| US Alessandria 1912             | Italia | 2003      |
| Udinese Calcio (2.º entrenador) | Italia | 2003-2005 |
| AS Roma (2.º entrenador)        | Italia | 2005-2009 |
| AS Roma (2.º entrenador)        | Italia | 2011-2013 |
| AS Roma                         | Italia | 2013      |
| AS Roma (2.º entrenador)        | Italia | 2013-2015 |
| AS Roma (2.º entrenador)        | Italia | 2016      |
| Empoli                          | Italia | 2017-2018 |
| Empoli                          | Italia | 2019      |
| Genoa                           | Italia | 2019      |
| Empoli                          | Italia | 2021-2022 |
| Ternana                         | Italia | 2022-2023 |
| Ternana                         | Italia | 2023      |
| Empoli                          | Italia | 2023-2024 |

## Estadísticas como entrenador
| Club                  | País   | Año       | PD  | G   | E   | P   | Rendimiento |
| --------------------- | ------ | --------- | --- | --- | --- | --- | ----------- |
| Castelnuovo           | Italia | 1991-1992 | 34  | 12  | 10  | 12  | 45.09%      |
| US Massese 1919       | Italia | 1994-1996 | 57  | 13  | 14  | 20  | 31%         |
| Tempio Pausiana       | Italia | 1998-1999 | 28  | 8   | 6   | 14  | 35.71%      |
| Aglianese Calcio 1923 | Italia | 1999-2001 | 74  | 35  | 24  | 15  | 58.11%      |
| US Grosseto           | Italia | 2001-2002 | 15  | 8   | 3   | 4   | 60%         |
| US Alessandria 1912   | Italia | 2003      | 74  | 35  | 24  | 15  | 58.11%      |
| AS Roma               | Italia | 2013      | 17  | 9   | 4   | 4   | 60.78%      |
| Empoli                | Italia | 2017-2018 | 35  | 17  | 10  | 8   | 58.09%      |
| Empoli                | Italia | 2019      | 11  | 5   | 1   | 5   | 48.48%      |
| Genoa                 | Italia | 2019      | 9   | 2   | 2   | 5   | 29.63%      |
| Empoli                | Italia | 2021-2022 | 41  | 12  | 11  | 18  | 38.21%      |
| Ternana Calcio        | Italia | 2022-2023 | 12  | 3   | 3   | 6   | 33.33%      |
| Empoli                | Italia | 2023-2024 | 16  | 3   | 4   | 9   | 27.08%      |
| Total                 | Total  | Total     | 348 | 127 | 102 | 120 | 46.26%      |